# Els Plans del Toll
Els Plans del Toll és una masia del terme municipal de Moià, a la comarca catalana del Moianès. Pertany a la parròquia de Santa Coloma Sasserra. Està situada a l'extrem sud-oriental del terme, molt a prop del límit amb el nord del terme de Castellcir, al sud-oest de la masia de Puig-antic. És a la dreta d'on el torrent de l'Espina es transforma en la Riera de Santa Coloma, al Passant dels Plans.